# Eutelsat OneWeb
Eutelsat OneWeb, ранее известная как WorldVu и OneWeb LLC — телекоммуникационная компания со штаб-квартирой в Лондоне, основанная Грегом Уайлером. Компания создавалась с целью обеспечить сотни миллионов потенциальных пользователей широкополосным доступом в местах, где его нет: в труднодоступных местах, в развивающихся странах, в зонах стихийных бедствий, где другие виды связи нарушены, и на борту воздушных судов. Для этого была создана одноимённая с названием компании, спутниковая телекоммуникационная система OneWeb.
Для дальнейшей работы в январе 2016 года OneWeb арендовала помещение в размере 6 тыс. квадратных футов в Виргинии.
В мае 2018 года исполнительный директор по развитию бизнеса и коммерциализации госкорпорации Роскосмос Антон Жиганов сообщил, что создано также совместное предприятие ООО «УанВэб» с участием британской компании OneWeb и российского АО "Спутниковая система «Гонец».
28 марта 2020 года OneWeb подала заявление о защите от банкротства в США. Из-за пандемии коронавируса компании не удалось привлечь капитал, необходимый для продолжения работы. Однако далее компании удалось решить свои проблемы и продолжить работу; очередной запуск спутников состоялся 18 декабря 2020 года. 22 августа 2021 года с космодрома Байконур состоялся 9-й запуск, на орбиту выведено 34 космических аппарата OneWeb.
26 июля 2022 года стало известно о начале слияния компании с французским оператором спутниковой связи Eutelsat. В ходе слияния Eutelsat планировала объединить свои 36 геостационарных спутника с 648 низкоорбитальными спутниками OneWeb, 428 из которых уже находились на орбите. В результате слияния контрольный пакет акций OneWeb будет принадлежать Eutelsat, за исключением золотой акции, которой владеет Правительство Великобритании.
28 сентября 2023 года слияние было завершено. После слияния была сформирована холдинговая компания Eutelsat Group с дочерними компаниями Eutelsat и Eutelsat OneWeb.

## Первоначальные планы компании

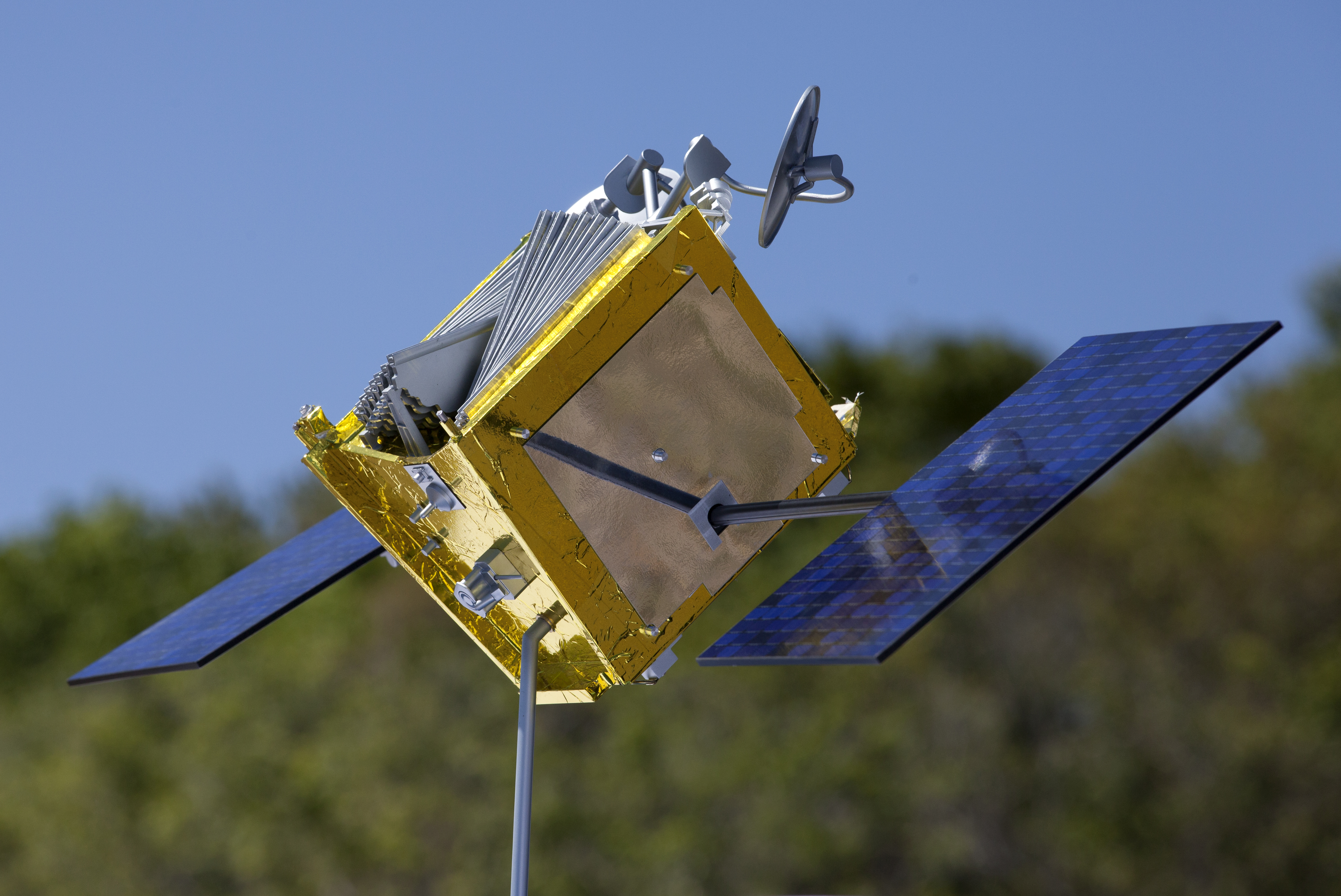
Модель спутника системы OneWeb

В планах компании было привлечь до 3 млрд долларов частного капитала для введения системы OneWeb в строй к 2019—2020 году. Планировалось в конце 2017 года начать запуск 648 низкоорбитальных микроспутников. Основатель компании вложил 500 млн долларов в разработку концепции и в сделки с Virgin Galactic и Arianspace. В июне 2015 года OneWeb, после проведения конкурса среди американских и европейских производителей, заключила сделку с компанией Airbus Defence and Space об изготовлении спутников для интернет-вещания. В свою очередь, компании Arianspace и OneWeb объявили о подписании контракта с Роскосмосом на запуск космических аппаратов системы мобильной спутниковой связи OneWeb, с использованием 21 ракеты-носителя «Союз» с 2017 по 2019 год. 25 июня 2015 года компания Virgin Galactic подписала договор с OneWeb Ltd. на 39 запусков спутников группировки OneWeb с опционом на дополнительные 100 запусков.